# Annalie Longo
Pour les articles homonymes, voir Longo.
Annalie Antonia Longo, née le 1er juillet 1991 à Auckland, est une footballeuse internationale néo-zélandaise. Elle évolue au poste milieu de terrain.